# Dob-dob

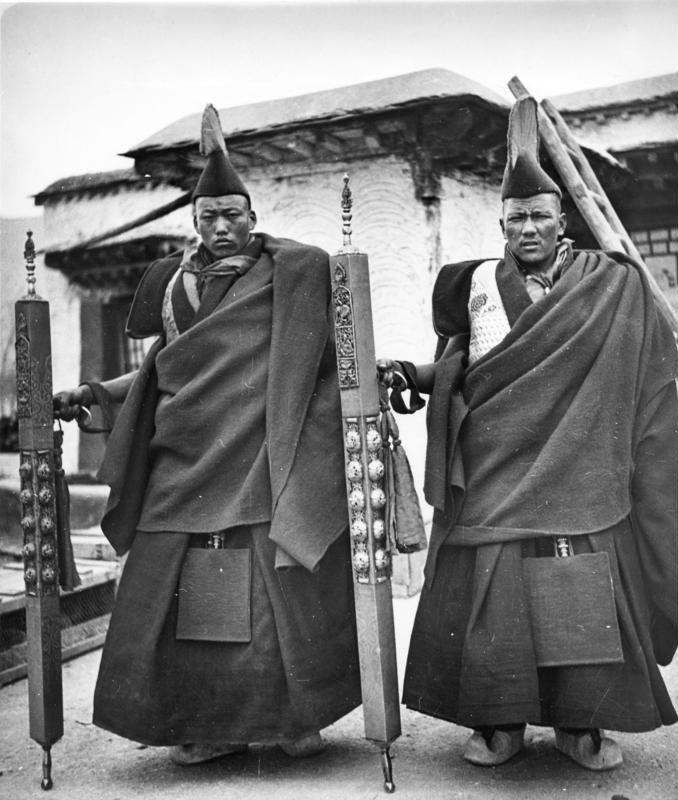
Deux Shengo lors des festivités du Losar en 1939 à Lhassa

Les dob-dob (tibétain ལྡོབ་ལྡོབ་, Wylie : ldob ldob) sont des moines tibétains entraînés aux arts martiaux, qui avaient pour rôle d'assurer la sécurité dans les trois principaux monastères guélougpa de Lhassa (Séra, Ganden et Drépung). À l'intérieur de l'institution monastique, les dob-dob n'ont pas d'appellation officielle, on les dénomme en fonction de leur « rang » : Dge tshul, Dge slong, Mkhan po, etc..

## Histoire
Selon Rolf Stein les aspects historiques des dob-dob sont méconnus. 
Le rôle de moines-policiers dévolu à certains dob-dob du monastère de Drépung remonterait au 5e dalaï-lama, lequel, pour symboliser la nature spirituelle et temporelle de son autorité, faisait passer durant le festival de Mönlam la juridiction civile et pénale de l'aristocratie laïque au clergé[citation nécessaire]. 
L'historien tibétain K. Dhondup mentionne qu'au XVIIe siècle le régent Sangyé Gyatso questionna un dob-dob pour connaître son opinion sur le gouvernement tibétain.
Il se produit un incident majeur en 1954, lorsque  l'administration chinoise au Tibet interdit aux dob-dob d'assurer la sécurité lors des fêtes de Mönlam[citation nécessaire].

## Tenue et armes
Le médecin tibétain Tsewang Yishey Pemba décrit les moines-guerriers de Séra et de Drepung comme étant d'aspect rude, aux vêtements sales et graisseux.
L'ancien instructeur sportif autrichien Heinrich Harrer, qui allait souvent à Drépung s'entraîner avec les dob-dob, décrit ces derniers comme une organisation interdite mais tolérée de moines-soldats portant un brassard rouge, se grimant le visage avec de la suie, portant à la ceinture une énorme clé servant de matraque ou de projectile, et souvent armés d'un couteau de cordonnier. Ils avaient une démarche provocatrice et avaient vite fait de frapper, il valait mieux s'effacer sur leur passage. Sir Charles Bell indique qu'ils portaient des cheveux longs tandis qu'Harrer écrit qu'ils mettaient des épaulettes pour avoir l'air plus impressionnant.

## Fonctions
Melvyn C. Goldstein qualifie le dob-dob d'« épine dorsale du monastère ». Selon Lydia Aran, les moines de combat dob-dob représentaient 15 % des moines des grands monastères gélougpa à l'intérieur et aux alentours de Lhassa.

### Moines à tout faire
Les dob-dob faisaient partie des moines sécularisés qui ne poursuivaient pas d'études monastiques supérieures et étaient chargés de travaux matériels et artisanaux, comme bâtir une nouvelle maison, faire le thé, transporter des denrées, accomplir les corvées de bois et d'eau. À Lhassa, les moines de Drépung exerçaient des fonctions de maintien de l'ordre public lors des deux grandes fêtes religieuses annuelles tandis que dans le Kham ils faisaient office de service d'ordre lors des processions religieuses. Enfin, ils servaient de gardes du corps aux dignitaires monastiques en voyage. 
Selon le Gekoe Lobsang Samdup, un ancien dob-dob du monastère de Ganden, les dob-dob y formaient une communauté monastique qui remplissait diverses tâches, comme jouer du dungchen, et d'autres instruments de musique religieux, et la plupart des travaux lourds dans le monastère, par exemple pour terminer des constructions ou des réparations. Au moment des festivals religieux, ils décoraient aussi le monastère. Quand des pique-niques étaient organisés, ils mettaient en place des tentes pouvant accueillir jusqu'à 100 moines. Quand le dalaï-lama se rendait à Ganden, les dob-dob lui préparaient une tente élaborée. Dans les collèges des monastères, des moines riches leur demandaient certaines tâches contre de l'argent, et ils devenaient finalement assez riches, formant une communauté efficace. La mauvaise réputation des dob-dob venait d'un groupe agressif de moines qui prenaient rang entre les dob-dob et les moines occupés à l'étude mais dès qu'ils rejoignaient Ganden, ils apprenaient à se maîtriser et se discipliner.

### Moines-policiers

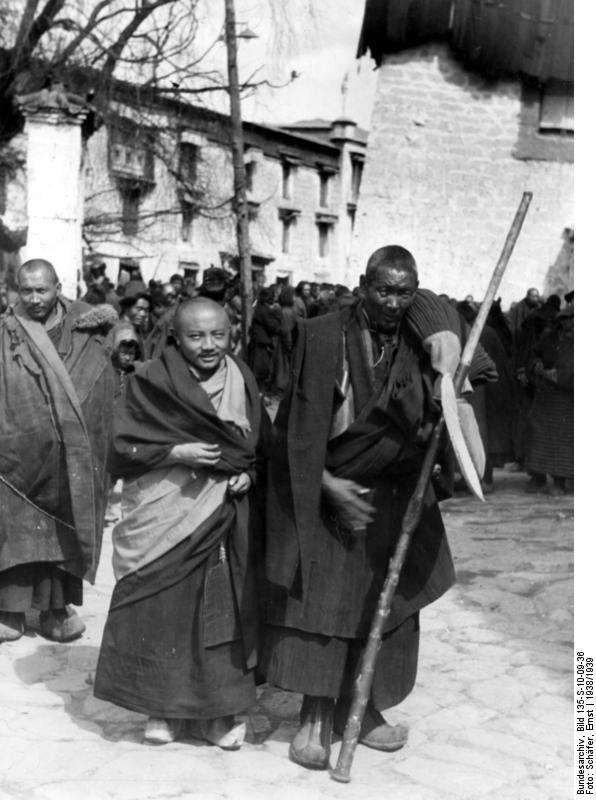
Un moine-policier lors des festivités du Losar en 1939 à Lhassa

Chaque année, une vingtaine de dob-dob du monastère de Drépung assuraient la fonction de moines-policiers (guéyok) pour aider au maintien de l'ordre durant les 22 jours du festival de Mönlam, maîtrisant les foules turbulentes avec efficacité. 
Ils portaient des vêtements rembourrés et tenaient un long bâton de bois ou une branche servant à maîtriser la foule.

### Moines-gardes du corps
Sir Charles Bell rapporte qu'on louait les services des dob-dob à des fins d'attaque ou de défense. Ainsi, les hauts lamas qui avaient à voyager dans des régions infestées de brigands engageaient des dob-dob comme gardes du corps.
Selon Tashi Khedrup, ancien moine dob-dob du monastère de Séra, ils assuraient la sécurité dans les monastères et la fonction de garde du corps de grands lamas lors de leurs déplacements au Tibet.

### Moines-soldats

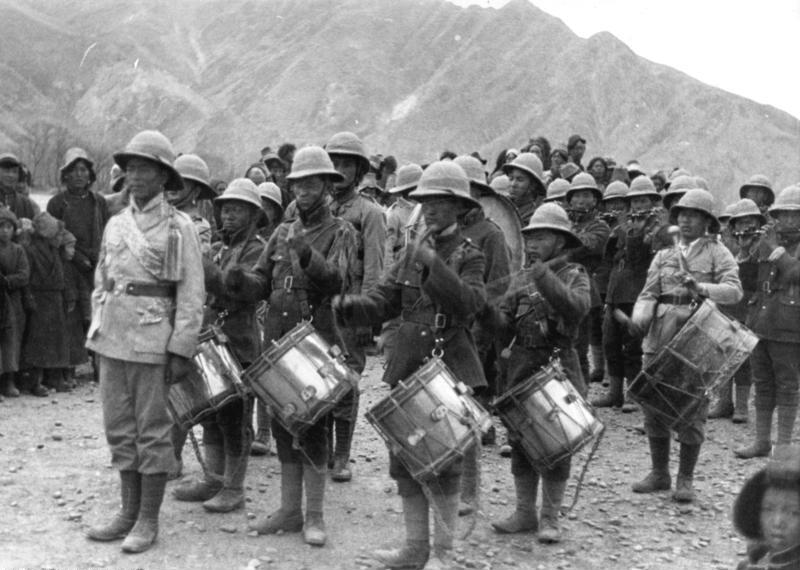
Armée tibétaine (1939)

Selon Rolf Stein, on peut reconnaître dans les dob-dob les moines-guerriers de la Chine et du Japon. 
Selon le spécialiste des religions Odon Vallet, le bouddhisme tibétain n'a pas toujours été un modèle de non-violence et les rivalités entre écoles se sont souvent réglées de manière musclée, par l'intermédiaire de moines-soldats. Selon Lydia Aran, des monastères tibétains entretenaient des armées privées qui étaient déployées en cas de conflit avec le gouvernement local ou avec d'autres monastères ou parfois même entre différentes écoles à l'intérieur d'un même monastère. Tsewang Pemba déclare pour sa part que les dob-dob se transformaient en guerriers fanatiques lorsque leur monastère se trouvait en péril.
Selon Christopher Hale, à l'époque de l'expédition allemande au Tibet (1938-1939), le nombre de moines de combat dépassait de loin les effectifs de l'armée tibétaine, forte d'à peine plus de 1 500 soldats dépenaillés. Ce furent les dob-dob qui combattirent avec le plus d'acharnement les troupes de Younghusband en 1904.

## Compétitions athlétiques
Les dob-dob des divers monastères étaient toujours en guerre les uns contre les autres, ce qui constituait un exutoire pour leur trop-plein d'énergie. Leur pugnacité s'épuisait aussi dans des compétitions athlétiques entre monastères rivaux. Ayant un plus grand éventail d'athlètes que les autres monastères, Drépung était généralement vainqueur.
Chaque année, une compétition sportive était organisée entre Séra et Drépung, donnant lieu à de sanglants combats. L'arme de prédilection des dob-dob était la clé tibétaine, qui servait à fermer la porte d'entrée des monastères. Mesurant un pied de long et pesant plus d'une livre, elle était attachée au poignet du dob-dob par une lanière de cuir pour être jetée sur le crâne de l'adversaire. Arme redoutable, la clé pouvait faire éclater même le crâne le plus épais.

## Mœurs
En 1964, Melvyn C. Goldstein, anthropologue américain, spécialiste du Tibet, décrit en détail, dans A Study of the LDABB LDB, les mœurs homosexuelles des dob-dob : selon lui, chez les moines tibétains, et surtout chez les dob-dob, l'homosexualité, bien que constituant un péché, était répandue. Elle se pratiquait entre les cuisses du compagnon, depuis l'arrière, de façon à ne pas enfreindre l'interdiction de rapports sexuels au moyen des orifices usuels. Une bonne partie des rixes entre dob-dob et laïcs et entre les dob-dob eux-mêmes découlaient du penchant très répandu chez ces derniers pour l'homosexualité et, partant, de leur habitude d'enlever des jeunes garçons ou des adultes pour assouvir leurs désirs. L'enlèvement d'un jeune garçon se produisait lorsque celui-ci ne répondait pas aux avances qui lui étaient faites, il était alors emmené au monastère et y passait la nuit s'il s'agissait d'un des trois grands monastères de Lhassa, en raison de leur éloignement de la ville. Les dob-dob s'en tiraient car leurs victimes craignaient des représailles si elles se plaignaient mais surtout en raison des stigmates attachés au fait d'avoir été compagnon sexuel contre son gré (« mgron po »). Les rixes entre dob-dob survenaient pour savoir lequel d'entre eux était le propriétaire d'un « mgron po » consentant. Des escarmouches se produisaient également avec des enfants qui se regroupaient pour éviter d'être enlevés et se défendaient à coups de couteau ou par des jets de pierres.
Dans son autobiographie, Mémoires d'un moine aventurier tibétain, publiée en 1998, l'ancien moine dob-dob Tashi Khedrup, affirme que la mauvaise réputation que des livres en Occident ont faite aux dob-dob en en faisant des bagarreurs, des tyrans violents terrorisant les autres moines et se prêtant à des pratiques immorales n'est pas toute la vérité : les dob-dob étaient connus pour leur bravoure et leur générosité ; il reconnaît toutefois qu'ils se battaient pour de jeunes favoris, ajoutant qu'on ne pouvait guère s'attendre à autre chose dans une communauté d'hommes et de garçons. Pour ces moines, enlever le fils d'une riche famille de Lhassa était traditionnellement un défi. Tashi Khedrup mentionne aussi que des dob-dob fréquentaient les restaurants, les salles de jeu, et qu'ils couraient les filles,.
L'ancien danseur, puis professeur d'anglais, Tashi Tsering, lui-même « drombo » (« mgron po »), littéralement « invité » ou, par euphémisme, « compagnon homosexuel passif » d'un moine de haut vol, rapporte dans ses mémoires avoir été enlevé et séquestré quelques jours par un dob-dob avant de parvenir à s'échapper. Personne ne put rien faire pour l'aider, ce dob-dob étant connu pour sa férocité avait toujours un poignard sur lui. Il écrit que les dob-dob de Séra étaient notoirement connus pour leurs activités de prédation sexuelle à l'encontre des jeunes garçons de la ville. Aussi la plupart des écoliers de Lhassa s'efforçaient-ils de rentrer chez eux en groupe pour ne pas leur servir de gibier. Patrick French, qui a rencontré Tashi Tsering à Lhassa en 1999, indique que Tashi Tsering lui a confié qu'avec le recul, il voyait les « pratiques sexuelles de l'ancien Tibet, comme une question d'habitudes et de conventions, la conséquence sociale acceptée de personnes exploitant les vides des règles religieuses ». 
Tashi Tsering évoque également la fermeture de l'école anglaise de Lhassa en 1944 à la suite des menaces de viols proférées par des dob-dob à l'égard des élèves. Kashopa donne une autre version de cette histoire. Selon cet ancien ministre, ce sont les factions monacales et laïques de l'ancien régent Reting Rinpoché qui lancèrent des rumeurs dans les trois monastères principaux, Séra, Drepung et Ganden, au sujet de l'école, l'accusant de conceptions hostiles à la religion bouddhiste du Tibet. Les abbés et les représentants de ces monastères décidèrent de rencontrer le régent Taktra Rinpoché et le Kashag pour leur demander de fermer l'école ouverte sans l'accord de l'assemblée nationale, ajoutant que si leur demande n'était pas prise en considération, ils rassembleraient un grand nombre de dob-dob pour la détruire. Les ministres défendirent l'école, qui avait été ouverte avec l'aval du régent et constituait un projet commun des gouvernements tibétain et britannique et serait utile aux besoins politiques actuels et à venir du Tibet. Les abbés menacèrent de fermer l'école par la force et de faire ramener par des moines policiers les élèves à leurs familles qui étaient de toute façon attachées à l'un des trois monastères. La plupart des dignitaires et des aristocrates ne souhaitaient pas la fermeture de l'école, mais la crainte et les rumeurs au sujet des dob-dob détruisant l'école et enlevant les élèves circulèrent à Lhassa, obligeant le Kashag à fermer l'école britannique.